# Vlajka Kalifornie

Kalifornská vlajka
Poměr stran: 2:3

Vlajka Kalifornie, jednoho z federálních států USA, nazývaná Bear Flag (česky Medvědí vlajka), je tvořena bílým listem o poměru stran 2:3, v jehož středu je medvěd grizzly jdoucí směrem k žerdi po zeleném pažitu. Pod ním je černý nápis „CALIFORNIA REPUBLIC“ (česky Republika Kalifornie). V dolní části vlajky je vodorovný červený pruh (o šířce 1/6 šířky vlajky) a v žerďovém horním rohu je červená pěticípá hvězda.
Legislativa z roku 1953 definovala odstíny barev kalifornské vlajky, ve vztahu k 9. vydání Standardního barevného vzorníku USA:
- Středně hnědá, 70129, Maple Sugar (javorový cukr)
- Tmavě hnědá, 70108, Seal
- Zelená, 10168, Irish Green (irská zelená)
- Červená, 70180, Old Glory Red (červená z vlajky USA)
- Bílá, 70001

Vyhynulý medvěd kalifornský (viz Medvěd grizzly, oficiální státní zvíře federálního státu) symbolizuje sílu, hvězda reprezentuje svrchovanost, červená barva znamená odvahu a bílé pozadí čistotu.

Rozměry kalifornské vlajky
Vertikální zavěšení kalifornské vlajky[zdroj?], obrázek odporuje vexilologickým pravidlům i specifikaci z roku 1953

## Historie
Medvědí vlajka poprvé zavlála dne 14. června 1846 ve městě Sonoma, když se američtí osadníci vzbouřili proti mexické vládě (tzv. Vzpoura Medvědí vlajky). Krátce nato vydali prohlášení o nezávislosti Republiky Kalifornie na Mexiku. Vlajka však vlála jen do 9. července 1846, kdy již Spojené státy byly ve válce s Mexikem. Brzy poté byla Medvědí vlajka nahrazena vlajkou Spojených států amerických. Oficiální vlajkou státu Kalifornie se Medvědí vlajka stala až v roce 1911. První medvědí vlajka byla umístěna v San Franciscu, ale shořela při požárech, které město zasáhly po katastrofálním zemětřesení v roce 1906.
Autorem původní Medvědí vlajky z roku 1846 byl William L. Todd (1818–1876), synovec Mary Lincolnové, manželky Abrahama Lincolna.[zdroj?]

První Medvědí vlajka (1846)
Vlajka USA v Kalifornii (od roku 1846, 27 hvězd) Poměr stran: 10:19
Vlajka USA v Kalifornii (do roku 1910, 46 hvězd) Poměr stran: 10:19

## Vlajka kalifornského guvernéra

Vlajka kalifornského guvernéra Poměr stran: 5:8